# أرغوس موتورن
أرغوس موتورن كانت شركة ألمانية، عرفت بتصنيع سلسلة من المحركات الصغيرة على شكل V والمحركات النبضية أرغوس أس 014 للصاروخ الطائرة في-1.

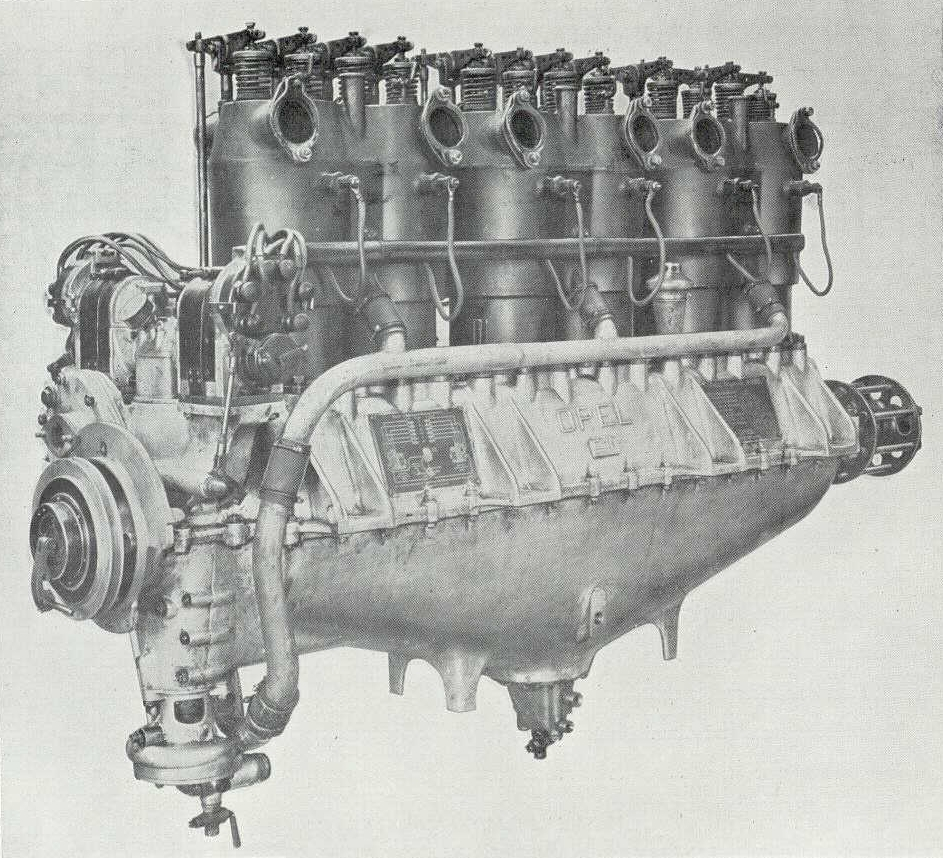
Argus As III, made under licence by أوبل

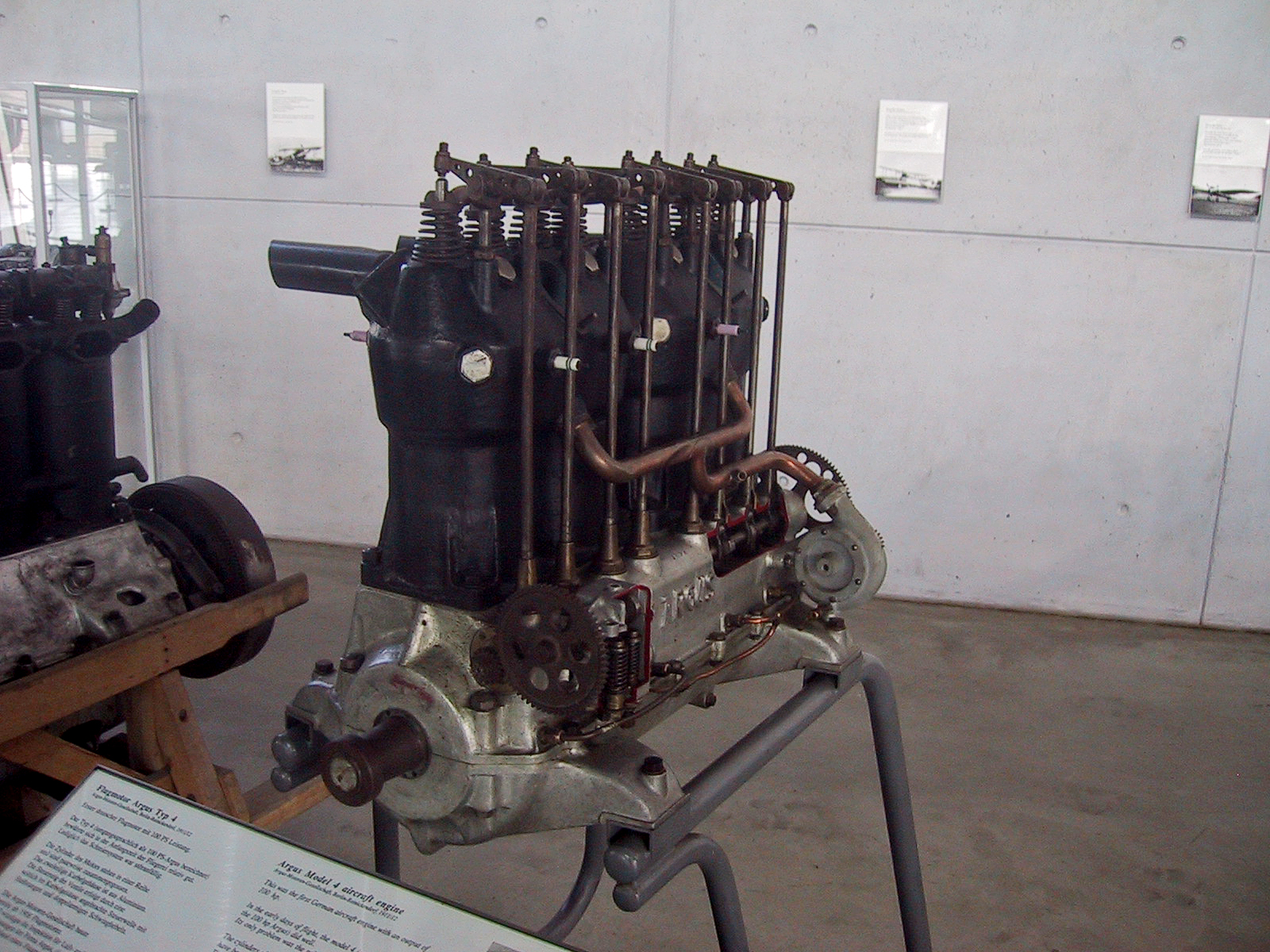
Argus As.IV

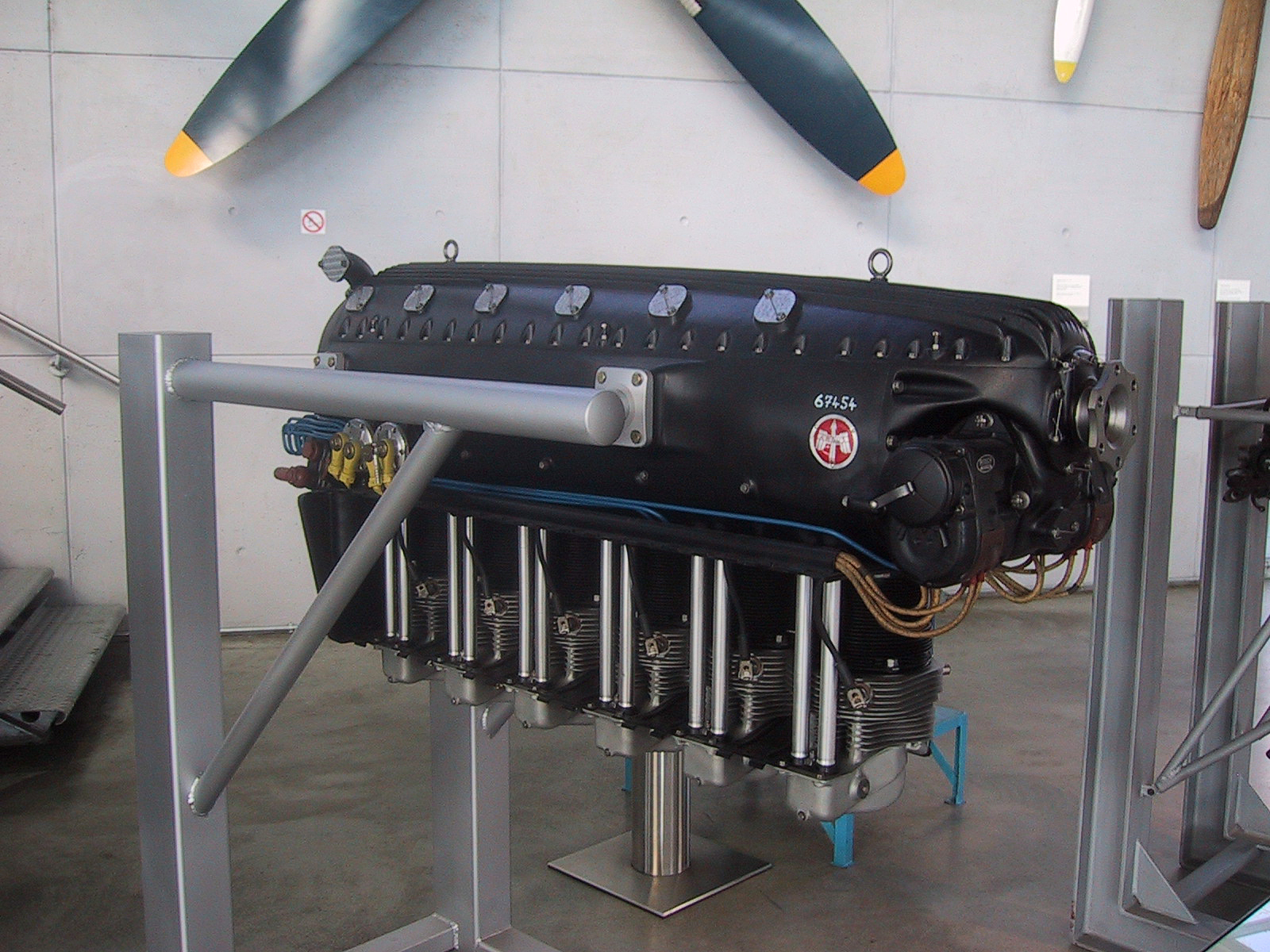
Argus As 17a

## مركبات جوية بدون طيار
- Argus As 292
- Argus Fernfeuer